# Barvinkove
Barvinkove (in ucraino Барвінкове?; in russo Барвенково?, Barvenkovo) è una città ucraina (7840 abitanti) nel distretto di Izjum, nell'oblast' di Charkiv. Ospita l'amministrazione della comunità territoriale di Barvinkove, una delle comunità territoriali dell'Ucraina.
Fino al 18 luglio 2020 Barvinkove è stato il centro amministrativo del distretto di Barvinkove, abolito come parte della riforma amministrativa dell'Ucraina, che ha ridotto a sette il numero dei distretti dell'oblast' di Charkiv. L'area del distretto di Barvinkove è stata fusa nel distretto di Izjum.